# Innerdalen
L'Innerdalen est une vallée de la commune de Sunndal, située dans le comté de Møre og Romsdal en Norvège.
En 1967, la vallée devient la toute première réserve naturelle du pays.
En 2001, l'association NTKs (Norsk Tindeklub) publie un guide en norvégien de l'Innerdalen. L'association possède deux cabanes dans la vallée, à Innerdalshytta (construite en 1889) et à Renndølsetra.

## Géographie
Située dans le massif de Trollheimen, la vallée commence à partir du village d'Ålvundeid par la route nationale 70 à l'ouest et s'étend progressivement sur 25 km à l'est jusqu'à l'Innerdalsporten.

## Histoire
La vallée est mentionnée en 1620 parmi les Terres de la couronne, puis est rattachée aux terres d'Oppdøl vers les années 1700.
L'Innerdalen est visitée par Bjørnstjerne Bjørnson en 1851.
Un court métrage sur la vallée, Kongeriket Innerdalen, est réalisé par Carsten Munch en 1959.

## Randonnée

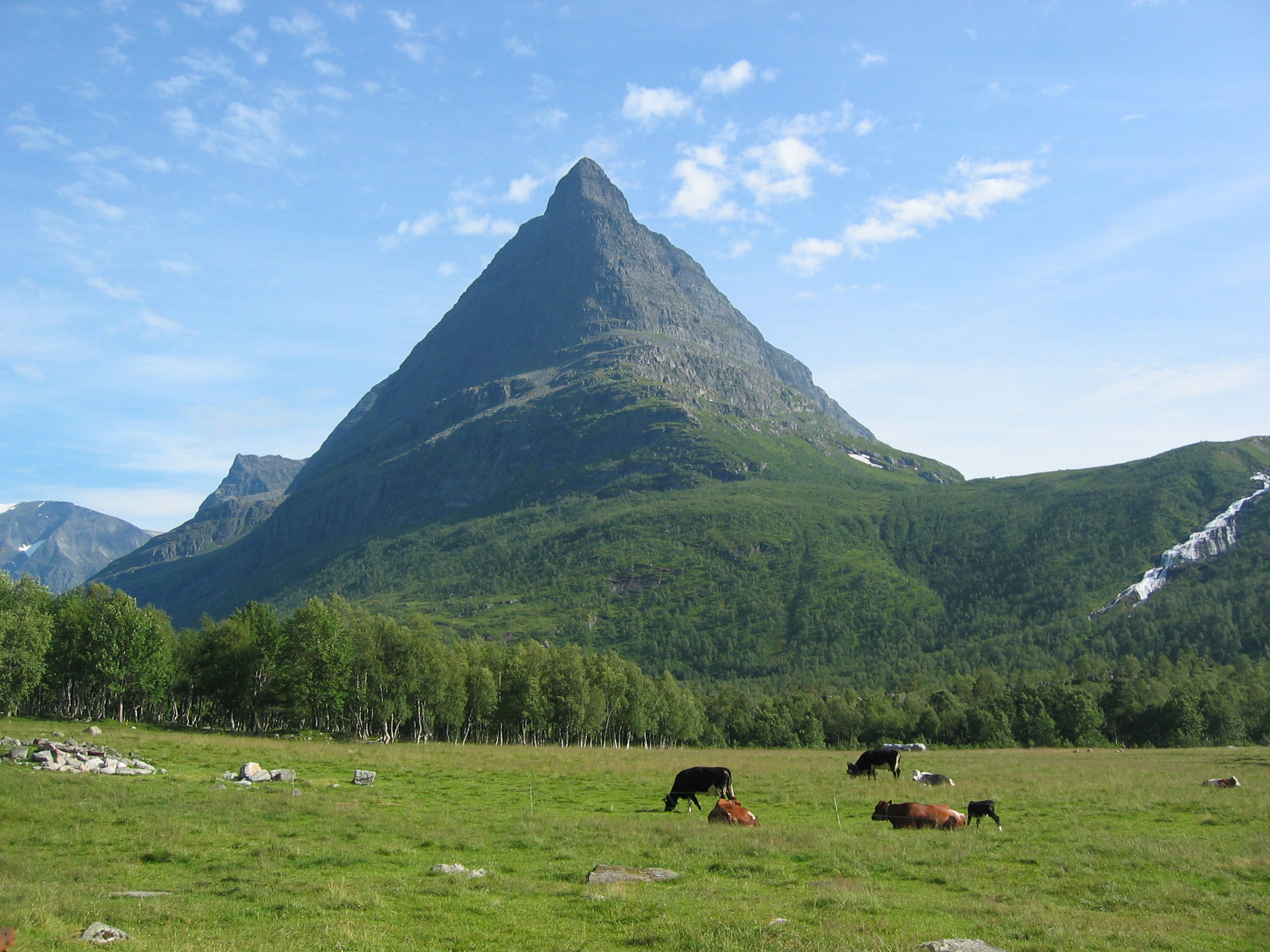
Vue de l'Innerdalstårnet depuis la vallée d'Innerdalen.

La vallée est régulièrement visitée par les alpinistes, qui la traversent pour gravir les montagnes du Trolla (1 850 m, point culminant du Trollheimen), du Skarfjellet (1 790 m) ou encore de l'Innerdalstårnet (1 452 m).
Pour la randonnée glaciaire, les randonneurs traversent la vallée pour atteindre le glacier Vinnufonna situé près du sommet du Kongskrona.